# Ricketts Island
Ricketts Island ist eine Insel im Atlantik westlich von Sierra Leone, die zur Inselgruppe Banana Islands gehört. Hauptort ist die gleichnamige Ortschaft Ricketts. Diese wurde 1830 gegründet.
Höchste Erhebung der Insel und der gesamten Inselgruppe ist der Banana Peak mit 827 m.
Ricketts wurde nach Major H. J. Ricketts benannt, der nach seiner Pensionierung im Liberated African Department of Sierra Leone arbeitete. Er gründete zahlreiche Dörfer für befreite Sklaven.
Ricketts Island ist bekannt für ihre Strände und Tauchmöglichkeiten.